# Людвік Хасс
Людвік Гасс (пол. Ludwik Hass, 18 листопада 1918, Станиславів (нині Івано-Франківськ), ЗУНР — 8 квітня 2008, Варшава) — польський історик-марксист, троцькіст.

## Життєпис
Вивчав історію в Університеті Яна Казимира у Львові. У 1936 р. вступив до підпільного Союзу незалежної соціалістичної молоді, через що був виключений з Львівського університету. Потім, як член троцькістської організації «Більшовиків-Ленінців» в 1939 році був заарештований і відправлений на 8 років у трудові табори і довічне заслання.
До 1947 року перебував у Комі, після 1953 року — амністований, але без права повернення до Польщі.
У 1956 р. переїжджає до Львова.
15 січня 1957 р. Людвіку Гассу вдається повернутися до Польщі, де він працює в Національному архіві і поновлює навчання у Варшавському університеті, який закінчує в 1962 р.
Практично відразу після повернення із заслання він вступає до нелегальної лівої групи. Але знову зазнає репресій і потрапляє до в'язниці за розповсюдження серед польських робітників «Відкритого листа» Яцека Куроня та Кароля Модзелевского.

## Наукова діяльність
У 1970-х роках Людвік Гасс досліджує історію масонства в Польщі, Росії та Західній Європі.
У 1980-х бере активну участь в діяльності нелегальної групи «Борющийся клас».
У 1990-х активно співпрацює з Течією Революційною Лівою (пол. NLR — Nurt Lewicy Rewolucyjnej), активно публікується на сторінках її видання «Вперед!» (Пол. Dalej!), А також в знаменитій серії «Revolutionary History».
Його перу також належать дослідження з історії:
- «Політичні позиції та активність робітничого класу (1918—1939)» (пол. Postawy polityczne i aktywność klasy robotniczej (1918—1939)),
- «Троцькізм: від Лівої опозиції до Четвертого Інтернаціоналу» (пол. Trockizm: Od Lewej Opozycji do Czwartej Międzynarodówki).

## Нагороди
У 2005 році Людвік Гасс став лауреатом премії польських масонів «Золоте Перо» (пол. Złote pióro Wolnomularza Polskiego).